# رائول والرو
رائول والرو (اسپانیایی: Raúl Valerio‎؛ ‏ ۱ ژانویهٔ ۱۹۲۵ – ۲۵ ژانویهٔ ۲۰۱۷) بازیگر اهل مکزیک بود.
از فیلم‌ها یا مجموعه‌های تلویزیونی که وی در آن‌ها نقش داشته‌است، می‌توان به صلیب ماریسا کروسس اشاره نمود.